# 진실 혹은 대담
진실 혹은 대담(Madonna: Truth Or Dare)은 미국에서 제작된 알렉 커시시언 감독의 1991년 다큐멘터리 영화이다. 마돈나 등이 주연으로 출연하였고 제이 로위 등이 제작에 참여하였다.

## 출연

### 주연
- 마돈나

### 조연
- 페드로 알모도바르
- 안토니오 반데라스
- 워런 비티
- 산드라 버나드
- 루이스 카마코
- 크리스토퍼 식콘
- 케빈 알렉산더 스테
- 칼튼 윌본

## 제작진
- 제작책임: 스티브 골린
- 제작책임: 시그리온 시그밧슨
- 협력프로듀서: 다니엘 래드포드
- 영화사: 디노 드 로렌티스